# Plebeia parkeri
Plebeia parkeri är en biart som beskrevs av Ayala 1999. Plebeia parkeri ingår i släktet Plebeia och familjen långtungebin. Inga underarter finns listade i Catalogue of Life.